# Jean-Louis Mahjun
Jean-Louis Mahjun de son vrai nom Jean-Louis Lefebvre est un chanteur, violoniste et mandoliniste de blues français.

## Biographie
Il sort son premier disque en 1970 chez Vogue, sous le nom de Maajun, avec Cyril LeFebvre : slide guitar, Jean Pierre Arnoux : batterie, Alain Roux : chant, moutharp. Influencés par Captain Beefheart, Jimi Hendrix et Frank Zappa. Viennent ensuite, sous le nom de Mahjun, deux LP chez Saravah et les rencontres avec Pierre Barouh, Jean-Roger Caussimon, David Mc Neil, Jacques Higelin, etc. qui l'amèneront à la chanson française. Premier album solo en 1978 - premier succès grand public en 1980 avec le sixième LP.
10 ans de scènes francophones : La Rochelle, Bourges, Nyon, Grand Prix du Festival International de la Chanson Française de Spa en Belgique, Théâtre de la Ville de Paris. La préparation du dixième LP tourne court : le label [réf. incomplète] ferme ses portes, les bandes sont perdues. Après deux ans d'errance, c'est la rencontre avec Alain Giroux et le début d'une nouvelle aventure et, 700 concerts et 4 CD plus tard, il est reconnu comme le premier violoniste et mandoliniste français de blues (Trophées France Blues 1998 et 2003).

## Discographie

### Albums
- 1971 : Vivre la mort du vieux monde (Vogue SLVX 545)
- 1973 : Mahjun (Saravah SH 10040)
- 1974 : Mahjun (Saravah SH 10047)
- 1977 : Happy French Band (Gratte-ciel 2005)
- 1979 : Par les temps qui courent (CBS 83578)
- 1980 : Baby-sitter (CBS 84331)
- 1982 : Un homme sur deux c'est une femme (CBS 85655)
- 1984 : Ce n'est que moi (Pathé Marconi 172 853 1)
- 1986 : 7 ans de Mahjun (Vogue 540140, Best of)
- 1991 : Rencontre du 2e type (New Rose 422151) (°)
- 1993 : Just a matter of time (New Rose 422451) (instrumental)
- 1996 : Double jeu (Last Call 422447) (°)
- 1999 : Jail for love (Last Call 3054722) (°)
- 2004 : Two for the show (Last Call 3102402) (°)

(°) Duo blues avec Alain Giroux, guitare et chant.

## 45 T singles
- 1981 : Sondage-express / Petit déjeuner (CBS A 1149)
- 1986 : À minuit mon amour / Madame (Vogue 102157)